# 대학 야구
대학 야구(大學野球, 영어: college baseball)은 대학의 학생들 간에 이루어지는 야구를 말한다. 미국에서는 대학 야구를 전미 대학 체육 협회(NCAA)에서 주관하고 있으며, 일본에서는 전일본 대학 야구 연맹, 대한민국에서는 한국대학야구연맹이 각각 주관하고 있다.

## 같이 보기
- 대한민국의 대학 야구